# Cabra (Córdoba)
Cabra es una ciudad y un municipio español de la provincia de Córdoba, en Andalucía. Su término municipal se sitúa en el centro geográfico de la comunidad autónoma, y se considera la puerta al parque natural de las Sierras Subbéticas, considerado geoparque por la UNESCO debido a su gran valor geológico y natural. En 2023 albergaba una población de 20 097 habitantes.
Los orígenes de la ciudad provienen de un oppidum turdetano, quienes eran considerados los descendientes de Tartessos, denominado Licabrum, donde actualmente se encuentra el barrio de La Villa, para posteriormente ser romanizada como Igabrum y ampliarse hacia el barrio de El Cerro. Durante el dominio visigodo fue capital administrativa al convertirse en sede de una diócesis episcopal, mientras que en época islámica fue capital de una cora de al-Ándalus.
Su economía está principalmente sustentada por el cultivo del olivo, ya que el 85 % de las tierras labradas están dedicadas al olivar, perteneciendo su aceite a la Denominación de Origen Baena. Destaca también la oferta de turismo rural, que cada año atrae a multitud de visitantes, además de pertenecer al Camino de Santiago Mozárabe y a la Ruta del Califato.
Declarada por Isabel II de España como la "Muy Ilustre y Leal Ciudad de Cabra", es desde antiguo un municipio singular, lleno de rincones y atractivos turísticos influenciados por la cultura de Andalucía, sobre todo en su arquitectura, posee una rica gastronomía y una enorme cantidad de tradiciones que se mantienen gracias al empeño y dedicación de sus habitantes.

## Símbolos

### Escudo
La ciudad de Cabra tiene por armas un cielo estrellado, en medio del escudo dos cabras, por la constelación, y más abajo otra cabra (puede verse en el Patio de Cristales del IES Aguilar y Eslava este en color morado). Además, podría añadir un cuartel a sus armas con el busto del rey Boabdil encadenado por haber participado su población en la Batalla de Lucena y rodearlo con los veintidós estandartes arrebatados a su ejército, de los cuales dieciocho eran verdes y blancos, esto por privilegio de los Reyes Católicos. Se desconoce su antigüedad y origen, probablemente desde la Reconquista, en la Descripción general de la Europa, y particular de sus estados... de Pascual Ramón Gutiérrez de la Hera, publicado en 1782, se dice que la Villa de Cabra "Pone en Armas un Cielo Estrellado, en medio 7 Cabras y otra mas abaxo"; mientras que en el Diccionario Madoz de 1845 se cita "La villa de Cabra hace por armas un cielo estrellado, y en medio del escudo, siete cabras por la constelación, y más abajo otra cabra".
El escudo actualmente es cortado. Primero, de sinople, sembrado de estrellas de plata, dos cabras pasantes de oro. Segundo, de gules, cinco cabezas de moro en su color. Al timbre, corona real abierta. Rodea al escudo la inscripción "Muy Ilustre y Leal Ciudad de Cabra". El origen de este escudo hay que buscarlo en las armas del conde de Cabra y señor de Baena. Su antigüedad como símbolo representativo de la ciudad puede estar en los años 1930, desconociéndose el origen de dicha decisión.

### Bandera
Dividida verticalmente en dos mitades. La mitad más cercana al asta está a su vez dividida en 48 triángulos que alternan los colores blanco, rojo, amarillo y verde. La mitad del vuelo va dividida en cuatro franjas horizontales, de arriba abajo: roja, amarilla, blanca y verde; en el centro de esta mitad va el escudo municipal. Los colores de la bandera recogen los del escudo. La disposición en triángulos se inspira en la bandera que se usa en las romerías de la Virgen de la Sierra, patrona de la localidad. Su antigüedad data de los años 1980 por decisión de la corporación municipal. La bandera de Cabra se dividía en tres franjas horizontales azul, morado y azul, esto antes y durante la II República Española.

## Geografía
Se encuentra situada en el sur de la provincia de Córdoba, a unos 72 km de la capital, siendo considerada el centro geográfico de Andalucía. Se alcanzan los 1223 m s. n. m., en el Picacho de la Virgen de la Sierra, estando situado el mínimo nivel en las Huertas Bajas, a 310 m s. n. m., en la unión del río Cabra y el río Santa María, y estando el núcleo urbano principal a una altitud de 452 m s. n. m.
Pertenece a la comarca de la Mancomunidad de la Subbética, que se encuentra ubicada en la subbética andaluza y es integrante de la Ruta del Califato y del Camino de Santiago Mozárabe.

### El Macizo de la sierra de Cabra

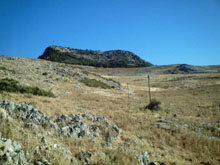
Picacho de la sierra de Cabra -Sierras Subbéticas

El macizo de la sierra de Cabra está considerado como una de las maravillas naturales de la provincia de Córdoba y de la comunidad andaluza. Tiene la categoría por parte de la Unesco de Geoparque, estando bajo protección.
El Macizo reúne en apenas 3000 hectáreas una de las mayores concentraciones de la geodiversidad de Andalucía. Los sedimentos calcáreos depositados desde hace doscientos millones, hasta hace veinticinco millones de años, han sido comprimidos, deformados, fracturados y emergidos en un lento proceso, donde con posterioridad las condiciones climáticas han modelado el paisaje actual convirtiéndolo en una especie de libro donde puede leerse la memoria de la tierra.
El grupo de fósiles más representativo son los ammonites, especies emparentadas con los actuales pulpos y calamares. Esta zona es reconocida mundialmente como una de las áreas más interesantes para conocer la evolución de estos animales. Son unos excelentes marcadores del paso del tiempo y permiten conocer la evolución de la Cordillera Bética.

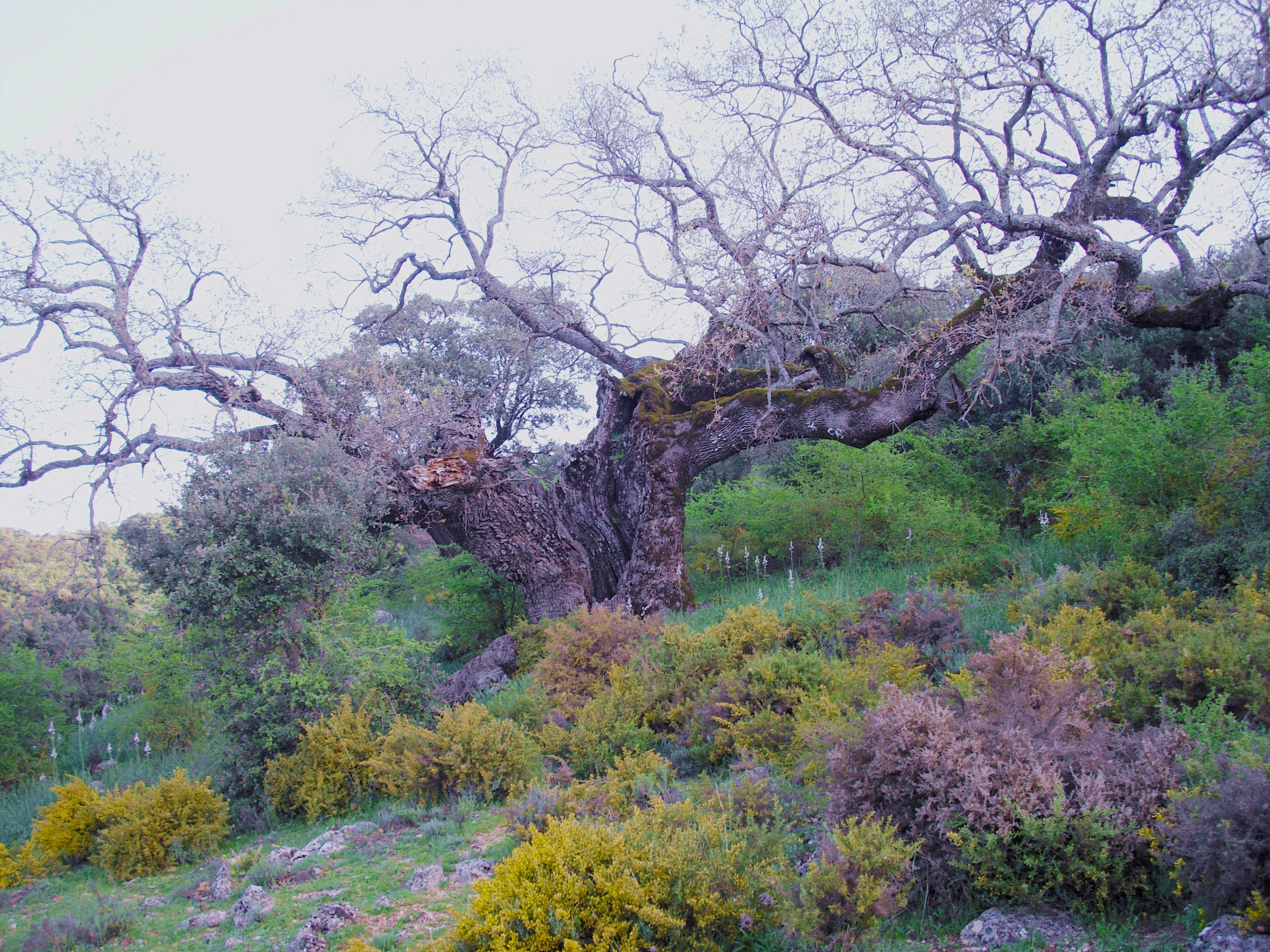
Quejigos de la Subbética Cordobesa. Cabra

Los procesos de disolución de las rocas calizas dan lugar a la existencia de casi todas las formas asociadas al paisaje kárstico. Los poljé como el de la Nava, las dolinas de los Hoyones y la espectacularidad del lapiaz de los Lanchares son ejemplos irrepetibles. Las formas subterráneas también se encuentran presentes con numerosas cuevas y simas, entre las que se encuentran la de los Murciélagos y la de Cabra, respectivamente. Las surgencias o manantiales ubicados a los pies de la sierra nos indican que todo este macizo, así como los adyacentes, se encuentran horadados como si fuesen un queso de gruyère. Por ello no son muy abundantes los cursos de agua, como el río Bailón, pero en época de lluvias se pueden formar incluso cataratas como las de Las Chorreras en el término municipal de Zuheros.

### La Fuente del Río

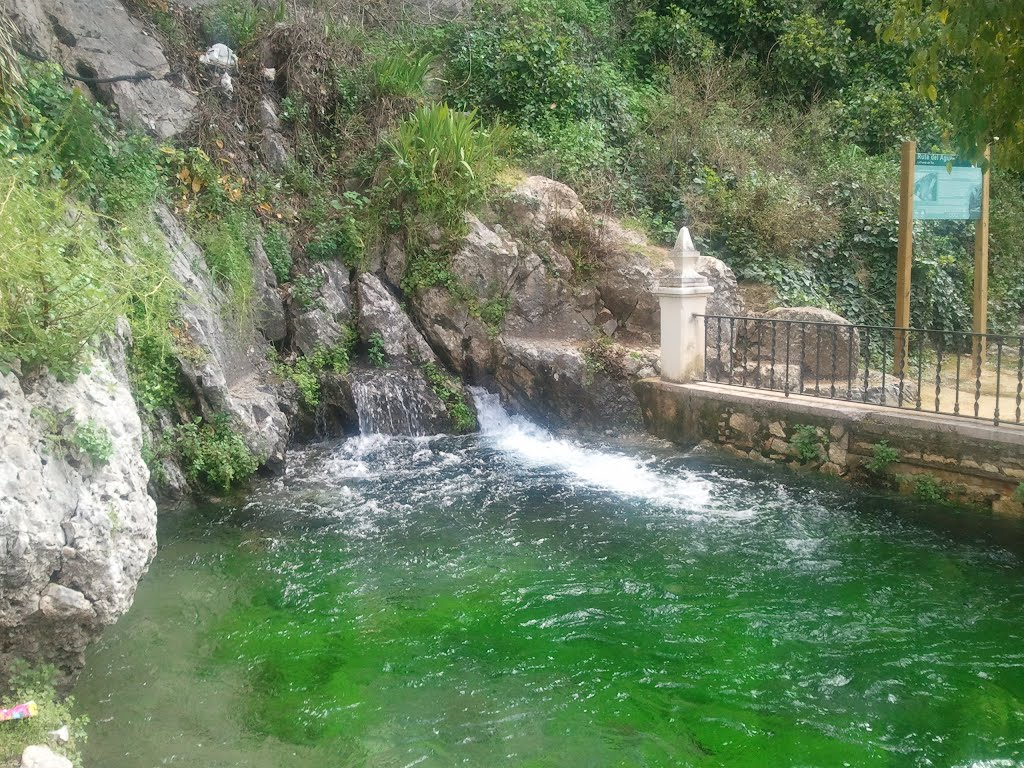
Fuente del Río, lugar de nacimiento del río Cabra.

La Fuente del Río es un paraje natural situado a poca distancia del centro urbano. Allí nace el río Cabra, y el paso del río da forma a una serie de saltos de agua acompañados por fuentes artificiales. La Fuente del Río es un claro ejemplo de paraje natural sujeto a los cambios materializados por la mano del hombre, donde confluyen el carácter natural de un manantial típico del sistema kárstico de la sierra de Cabra con el valor ornamental de los jardines y árboles, configurando un espacio de gran interés paisajístico, catalogado como Bien de Interés Cultural (BIC), "Sitio de Interés Natural" o "Arboleda Singular". Allí se encuentra el auditorio municipal Alcalde Juan Muñoz, un espacio abierto al aire libre, imitando a los antiguos teatros romanos, en el que tienen lugar numerosas actuaciones y conciertos de todo tipo, especialmente en verano.

### Vía Verde de la Subbética
Aprovechando el antiguo recorrido del Tren del Aceite, la Vía Verde es un lugar idóneo para ir con la bicicleta o dar un paseo admirando las vistas del paisaje del parque natural de las Sierras Subbéticas. La antigua estación de Cabra alberga actualmente un restaurante y el centro de interpretación Tren del Aceite, museo que explica la historia del tren e incluso conserva trenes originales.

### Parque Alcántara Romero
Es el parque más antiguo de la ciudad y el más conocido. Construido en el 1848 por iniciativa del alcalde José Alcántara Romero. En aquellos años se llamó paseo Público, y en 1897 se le dio el nombre de su creador. También se le conoce como "El Paseo" de manera coloquial por su anterior nombre.

### Historia de las calles de Cabra
El Arrecife se sitúa esta calle entre la plaza Vieja y la placeta de San Agustín, en realidad se trata de la denominación popular para la calle Teniente Fernández. Como su propio nombre indica, era parte del camino real. La calle de Doña Leonor se refiere a Leonor de Guzmán, amante del rey Alfonso XI de Castilla, y madre del rey Enrique II de Castilla. Fue señora de Cabra, dice la tradición que estuvo viviendo en el castillo de Cabra. La calle Arquilla hace referencia a una arquilla de agua procedente del caz o acequia que aún puede verse en la cercana avenida de Portugal. La prolongación de esta avenida conserva su primitivo nombre, Senda del Caz. 
La calle Pedro Gómez hace referencia a Pedro Gómez de Aguilar, vecino de Cabra, protagonista en el año 1482 de la captura del legendario Aliatar, alcaide de Loja y suegro del último sultán de Granada, Boabdil. El vado del Moro hace referencia al vado sobre el río Cabra, y al hecho histórico del cruce, después de una tormenta, cuando el musulmán Aliatar guio a Pedro Gómez de Aguilar después de ser capturado por este. La cuesta del Bachiller León se refiere a Antón de León Fernández de Córdoba, Bachiller en Leyes. Bisnieto por línea natural del primer conde de Cabra, Diego Fernández de Córdoba, y de Ana de Escamilla.

## Clima
El clima de la Subbética es mediterráneo continental de influencia atlántica. Este clima proporciona a Cabra unos inviernos suaves y veranos cálidos y secos. En los meses de diciembre a febrero, se producen heladas, y en julio y agosto se alcanzan altas temperaturas.
Las precipitaciones se distribuyen de otoño a primavera, siendo los meses más secos junio, julio y agosto. La media anual se estima entre unos 700 mm en las zonas bajas y unos 1000 mm en las sierras. La nieve aunque infrecuente, no es del todo extraña al invierno de Cabra.
La temperatura media anual es de 17 °C, habiendo llegado a -4 °C en los meses de invierno y a 43 °C en los meses de verano.

## Historia

### Prehistoria
Alrededor del núcleo urbano, en el yacimiento de la Necrópolis de La Beleña, se han encontrado objetos prehistóricos con una antigüedad de 5300 años, como por ejemplo un ídolo placa además de diversos restos humanos.

### Orígenes turdetanos y época romana

Área de influencia de los turdetanos, quienes se consideraban los herederos de Tartessos.

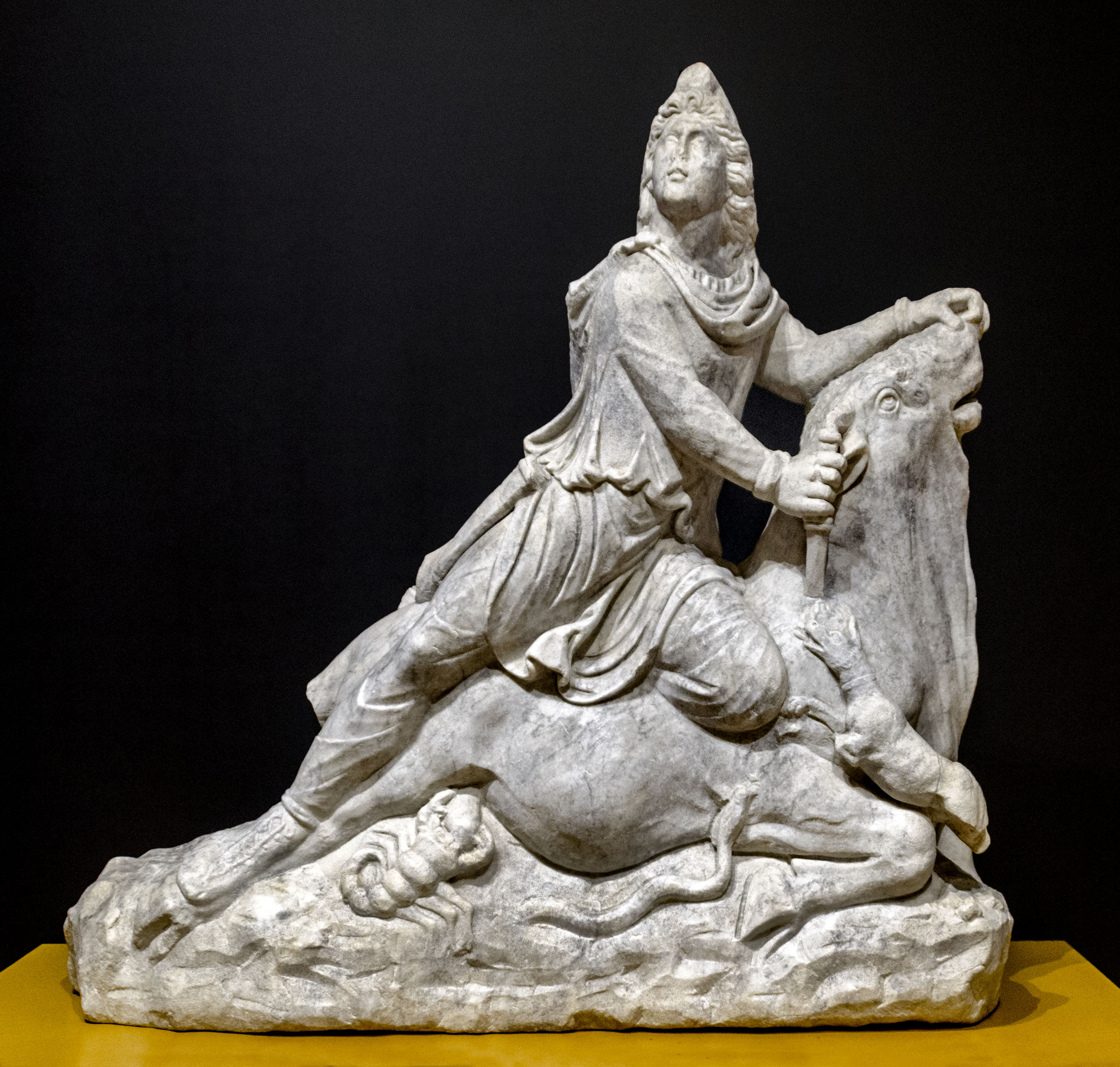
El Mitra de Cabra es la única escultura de bulto redondo mitraica encontrada en la península ibérica.

El primitivo oppidum de Licabrum fue fundado por los turdetanos, descendientes de Tartessos, de quienes tantas y tales maravillas de saber y riquezas nos refieren Plinio el Viejo y Estrabón, donde algunos autores aseguran que los griegos edificaron un grandioso templo dedicado a la diosa Fortuna. En unas excavaciones realizadas entre 2000 y 2001, sobre las murallas medievales de la ciudad, se descubrieron otras datadas del periodo orientalizante (siglo VII a. C.) hasta fechas posteriores como los siglos V y I antes de Cristo. Asimismo, existe una edificación o palacio íbero en las cercanías del municipio llamado el cerro de la Merced correspondiente a los siglos I y II a. C.
En el año 218 a. C., los romanos invadieron Hispania y desembarcaron en la península ibérica con la intención de atacar la retaguardia del todopoderoso cartaginés Aníbal, que en aquellos momentos hostigaba a la misma Roma tras atravesar los Alpes, en su famosa gesta realizada con elefantes. La ofensiva romana sobre Hispania resultó imparable. El ejército cartaginés se tuvo que replegar hacia la Bética. Escipión el Africano conquista el valle del Guadalquivir.
En el 206 a. C. se produce la última gran batalla en suelo hispano entre cartagineses y romanos en la batalla de Ilipa, actual Alcalá del Río, Sevilla, donde el ejército cartaginés quedó definitivamente destruido. En esta batalla participaron unos 60 000 soldados íberos, contendientes en ambos bandos, quizá entre ellos hubo algunos egabrenses, a juzgar por la posterior reacción de Roma, podríamos adivinar hasta el bando en el que participaron. Una vez sometidos los cartagineses, el general romano y cónsul de la Hispania Citerior Cayo Flaminio, asedió y conquistó la rica ciudad de Licabrum, haciendo preso a su rey el caudillo Corribilo (197 a. C.). Licabrum participó en la sublevación contra Roma. Tito Livio la considera como oppidum, opulenta y bien fortificada.

Cayo Flaminio puso sitio y capturó Licabrum, plaza rica y muy fortificada, tomando prisionero al noble régulo Corribilo.
Traducción de Ad urbe condita de Tito Livio. 

El 17 de marzo del año 45 a. C., como todas las ciudades de su entorno, se ve envuelta en la segunda guerra civil de la República romana entre Julio César y los pompeyanos, con la última batalla, la de Munda, en sus cercanías. En De bello Hispaniensi (Sobre la guerra de Hispania) Julio César nos habla del «campus mundensis»: Ulia (Montemayor), Ategua (Ategua), Urso (Osuna), Ventipo (Casariche), etc.
Bajo administración romana, en el siglo I sería ciudad estipendiaria del Convento jurídico astigitano (Conventvs Ivridicvs XIV Astigitanvs), uno de los cuatro de la provincia romana de la Bética. y posterior municipium en tiempo de los flavios. Más tarde, los romanos la denominaron Igabrum. La población se desarrolló notablemente y fue nombrada Magnum Municipium. Los geógrafos romanos la citan siempre como una de las principales ciudades de la Bética y algunas lápidas encontradas atestiguan que el nombre geográfico de la población fue Igabrum Municipium Flavium; dictado este, o sobrenombre, que debió a la munificencia del emperador Vespasiano.
En el siglo III Igabrum fue de las primeras ciudades hispanas en recibir el cristianismo, y aparece ya como sede episcopal a principios del siglo IV. Se conservan noticias de varios de sus obispos: Sinagio, que asistió al Concilio Iliberitano; Juan, que subscribió el III Concilio de Toledo; Deodato, Bacanda, Gratino y Constantino, que vivieron en el siglo VII. Es tradición que la antigua iglesia de San Juan Bautista del Cerro fue sede de la catedral en aquella época, se dice que construida sobre un antiguo templo dedicado a la diosa Fortuna. Reginald Michael Cawcutt, obispo emérito auxiliar de Ciudad del Cabo, ostentó de forma protocolaria el título de Obispo de Igabrum hasta su fallecimiento en 2022. En abril de 2023 se hizo público el nombramiento del nuevo obispo de Egabro en la persona del auxiliar de Sevilla, Ramón Darío Valdivia.

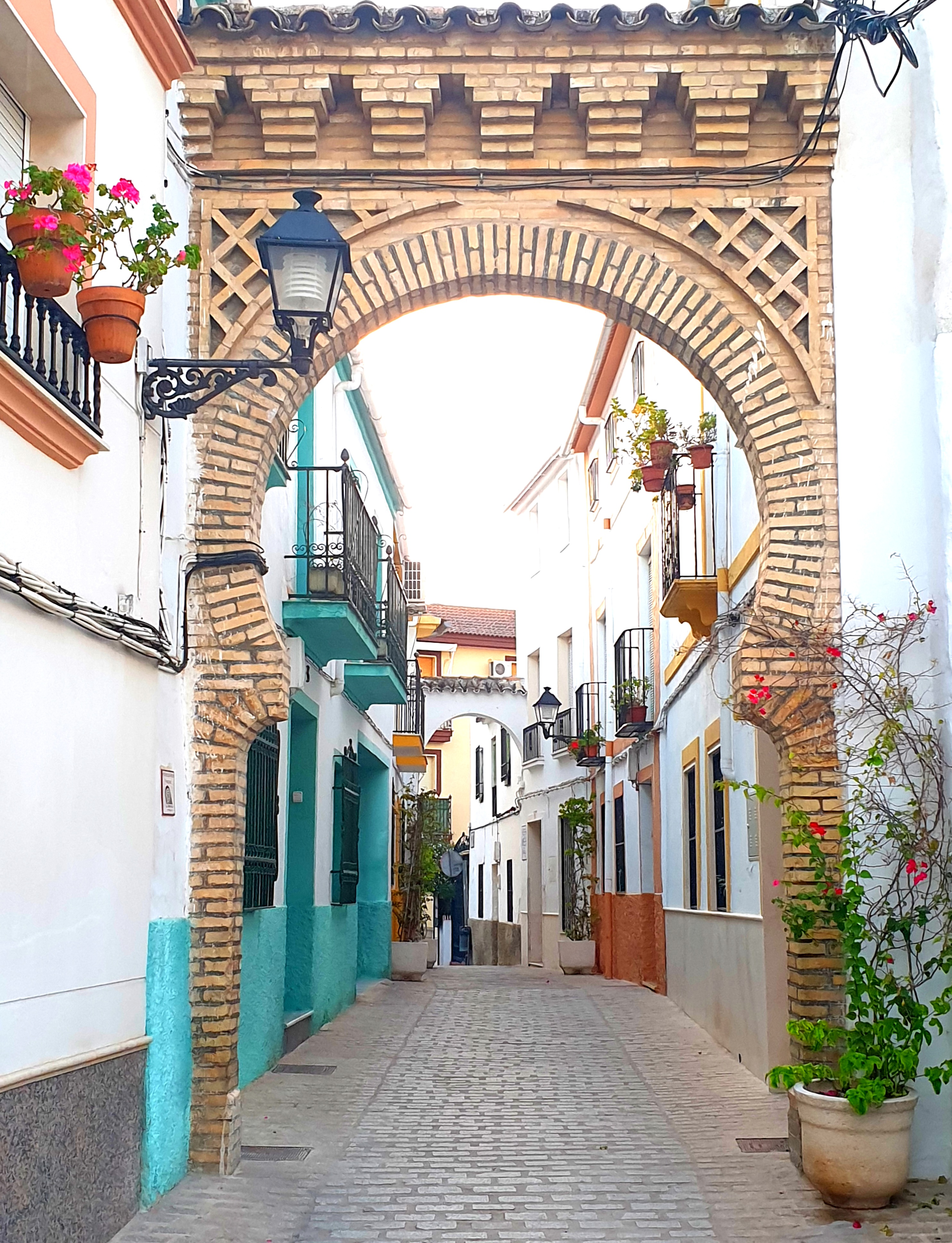
La puerta del Sol ubicada en el barrio del Cerro

Contó también con un templo dedicado a Apolo y con un importante acueducto de cinco millas, construido por Marco Cornelio Novano Bebio Balbo, flamen provincial y prefecto del colegio de los ingenieros de Igabrum y descendiente de la familia Balbo. En la Fuente del Río de Cabra puede verse la reproducción de la lápida dedicada a este acueducto. Y al igual que muchas poblaciones de la Bética romana contó con una importante población judía. Perteneciente a época romana sería la Villa del Mitra, donde se encontrará el Mitra de Cabra, escultura exclusiva por ser de las pocas de temática mitraica encontrada en la península ibérica.
Licabrum fue exportadora de mechas y lucernas, circunstancia conocida merced a una inscripción del Collegium Illichinariorum, una asociación de fabricantes de aquellas en la ciudad de Igabrum. Figura en texto de Tito Livio, y en tiempos de la antigüedad tardía en actas conciliares, como obispado (Egabro), y recogida en la Hitación de Wamba. Fue ceca visigoda con Chintila y Egica-Witiza.

### Época visigoda y musulmana

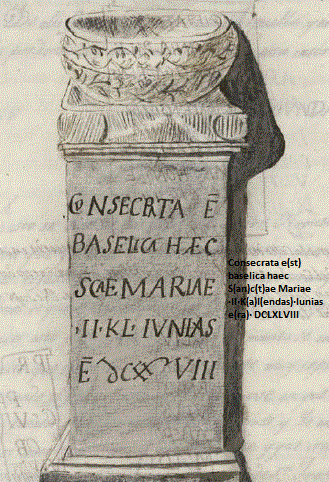
Ara de Bacauda del de la iglesia de San Juan Bautista del Cerro de Cabra. Dibujo de Francisco Pérez Bayer, año 1782.

Con la caída del Imperio Romano, Cabra se convirtió en un importante centro del reino visigodo, ahora llamada Egabro, que fue Condado y Obispado entre los siglos VI y VIII, con unos límites aproximados por el norte hasta las actuales Espejo o Lopera, por el sur hasta Benamejí o Antequera y por el oeste hasta Puente Genil, en una época que la ciudad tuvo que ser, según todos los indicios, uno de los centros de poder del sur de Hispania.
En la batalla del Guadalete, perdió el rey Rodrigo su reino. Tras una rápida conquista basada en los tratados y acuerdos, se impuso el reinado árabe en Cabra en 717, y el valí de al-Ándalus decidió repoblar la ciudad con gentes de la ciudad iraquí de Wasit. En esta época es cuando evoluciona a su actual nombre, Qabra (قبرة), capital de una extensa cora que abarcaba los términos municipales de Cabra, Lucena, Aguilar, Zuheros, Luque y Baena, inspirado en el modelo visigodo. La pervivencia de la sede obispal cristiana se prolongaría en la época musulmana, acaso hasta la invasión de los almohades, con obispos como Recafredo y Reculfo.
Las diferencias socioeconómicas entre musulmanes y cristianos generaron frecuentes tensiones en el siglo IX. Hacia el año 889, Qabra aparece involucrada en la sublevación de los cristiano-mozárabes y muladíes del caudillo Omar ibn Hafsún (de nombre Samuel en cristiano) y que, al frente de estos, la anexiona a su causa. Omar ibn Hafsún controló durante cincuenta años un área muy importante de Andalucía y estuvo a punto de derrotar a los omeyas, llegando hasta casi las puertas de Córdoba. Fue derrotado en Poley (Aguilar de la Frontera) y su hijo pudo sostener su reino, con capital en Bobastro, hasta que Abderramán III en el 928 le obligó al destierro. Por esta época nace también el creador de la composición literaria de la moaxaja y la jarcha, el poeta Muqaddam ibn Muafá al-Qabrí, uno de los literatos favoritos del emir Abd Allah. Alcanzaron tal éxito que influenciarían en gran medidas en algunas composiciones castellanas posteriores como el zéjel y el villancico, recurrentes en las célebres Cantigas de Alfonso X el Sabio.

Territorios dominados por el rebelde Omar ibn Hafsún, entre los que se encontraba Cabra, que posteriormente fue derrotado por el Emirato de Córdoba.

Y en el siglo XI, con la caída del Califato de Córdoba (año 1031) proliferan los reinos de taifas y en esta época Cabra pasa a depender de la Taifa de Córdoba. Tras la desmembración, durante la llamada guerra de los berberiscos, los judíos, defensores de la legitimidad omeya padecieron la venganza de los bereberes. Los judíos bajo el poder musulmán desempeñaron un papel protagonista en la política, la cultura y los negocios, viviendo largas épocas de esplendor, que no obstante, estuvieron jalonadas por múltiples persecuciones, que desembocaron en matanzas como las de Granada en 1066 y Córdoba en 1013.
Con Alfonso VI las Taifas de Granada y Sevilla se convierten en fedatarias de Castilla. En el año 1079 tuvo lugar en Cabra la batalla de Cabra, en la que Rodrigo Díaz de Vivar apoyó al rey de la Taifa sevillana al-Mutámid contra el monarca granadino Abd Allah ibn Buluggin, de la dinastía zirí. Los sevillanos vencieron y Rodrigo Díaz, quien posiblemente se ganó su apodo del Cid Campeador en esta batalla, en el castillo de Cabra mesó de las barbas a García Ordóñez, origen del Cantar de mio Cid.
El rey zirí Abd’Allah de Granada junto a los reyes taifas de Sevilla y Badajoz presionados por las parias, solicitan el auxilio de los almorávides, norteafricanos de origen senegalés. Los norteafricanos entran en la península ibérica en el 1086, derrotan al rey castellano-leonés Alfonso VI en la batalla de Sagrajas o Zalaca, cerca de Badajoz. Los almorávides norteafricanos, no contentos con esto y viendo la debilidad de los reinos taifas por las continuas disputas entre ellos mismos, se enfrentan a sus anfitriones reyes taifas y los derrotan. Cabra será conquistada por los almorávides hacia el año 1090.
Hacia 1124 el rey Alfonso I de Aragón, conociendo la insatisfacción de la numerosa población cristiano-mozárabe, ante el aumento del fanatismo religioso de la nueva corriente religiosa norteafricana almorávide, inicia una expedición militar por Andalucía, recorre Alcalá la Real, Luque, Baena, Écija, Cabra y Lucena donde vence a Abu Bakr, hijo del emir Ali ibn Yusuf en la batalla de Arnisol, Arinzol o Aranzuel, según las fuentes, actual Anzur (hoy del municipio de Puente Genil), el 10 de marzo de 1126. Acompañado de numerosos cristiano-mozárabes liberados, quizá entre ellos algunos egabrenses, regresa a la Corona de Aragón donde se asientan. Los mozárabes de al-Ándalus que no huyeron a Aragón, en represalia, serían castigados duramente y en su mayor parte deportados a Marruecos, esto supuso la desaparición de todos los cristianos en las zonas urbanas dentro del territorio musulmán. Y en 1148, al igual que las poblaciones de esta comarca, fue invadida por los norteafricanos almohades y ante la negativa de los judíos egabrenses de convertirse al islam, fueron castigados. Los supervivientes se dirigieron hacia el norte, encontrando en Toledo la tolerancia necesaria para erigir otra comunidad donde la cultura judía pudo desarrollarse en gran manera.

### Conquista cristiana

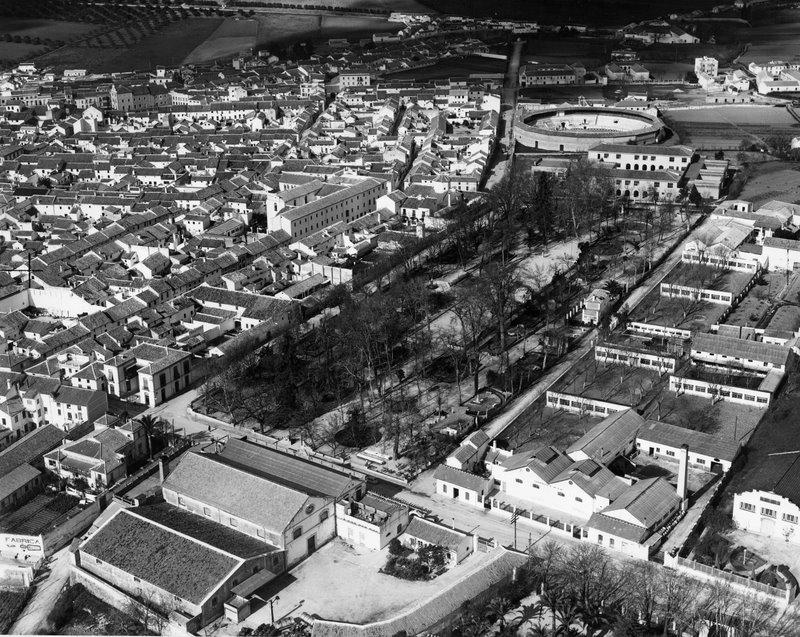
Antigua vista aérea de Cabra con el parque Alcántara Romero en primer término.

En 1217, durante el siglo XIII Fernando III el Santo recibió de su madre Berenguela el Reino de Castilla y de su padre Alfonso IX en 1230 el de León. El 15 de agosto de 1240 Cabra se conquistó de forma pacífica por Fernando III y, por pacto, sus habitantes mantuvieron sus costumbres y religión. No obstante, la mezquita aljama se cristianiza y se le da el nombre de iglesia de la Asunción y Ángeles. Una vez conseguida, cede su gobierno al adelantado mayor de la frontera de Andalucía, su hermanastro, Rodrigo Alfonso de León. Más tarde, las Cortes de León y Castilla se fundieron bajo el reinado de Fernando III, momento el que se considera que surge la Corona de Castilla, formada por el Reino de Castilla, de León, de Toledo, de Jaén..., reinos y señoríos arrebatados a los árabes. Cabra, al igual que buena parte de Andalucía, forma parte de la Corona de Castilla desde el primer momento de su fundación.

A finales de 1279 el rey Alfonso X de Castilla cedió a su hijo el infante Pedro de Castilla, la villa y el castillo de Cabra, como recompensa por su actuación en el fracasado sitio de Algeciras de 1278. Existen documentos que así lo certifican. A la muerte del infante, la mayor parte de sus señoríos, incluyendo los de Cabra, fueron heredados por su único hijo legítimo, Sancho de Castilla el de la Paz. En 1288, tras una protesta del obispo de Córdoba y del cabildo catedralicio, el rey Sancho IV de Castilla decretó que la Iglesia cordobesa podría percibir en el señorío de Cabra,(que pertenecía a Sancho de Castilla el de la paz), el diezmo de los almojarifazgos, el de los musulmanes que trabajaban las tierras de los cristianos y también el derivado del ganado extremeño que llegaba a Cabra desde otros obispados. Sancho IV ordenó al maestre de la Orden de Calatrava, Juan González, que se encargara de que la sentencia emitida a favor de la Iglesia cordobesa fuera puesta en práctica, aunque en realidad, como señaló el historiador y eclesiástico Manuel Nieto Cumplido, encontraría algunas dificultades para hacerlo, ya que el día 4 de marzo de 1290 el rey volvió a insistir en otro documento sobre el mismo asunto.

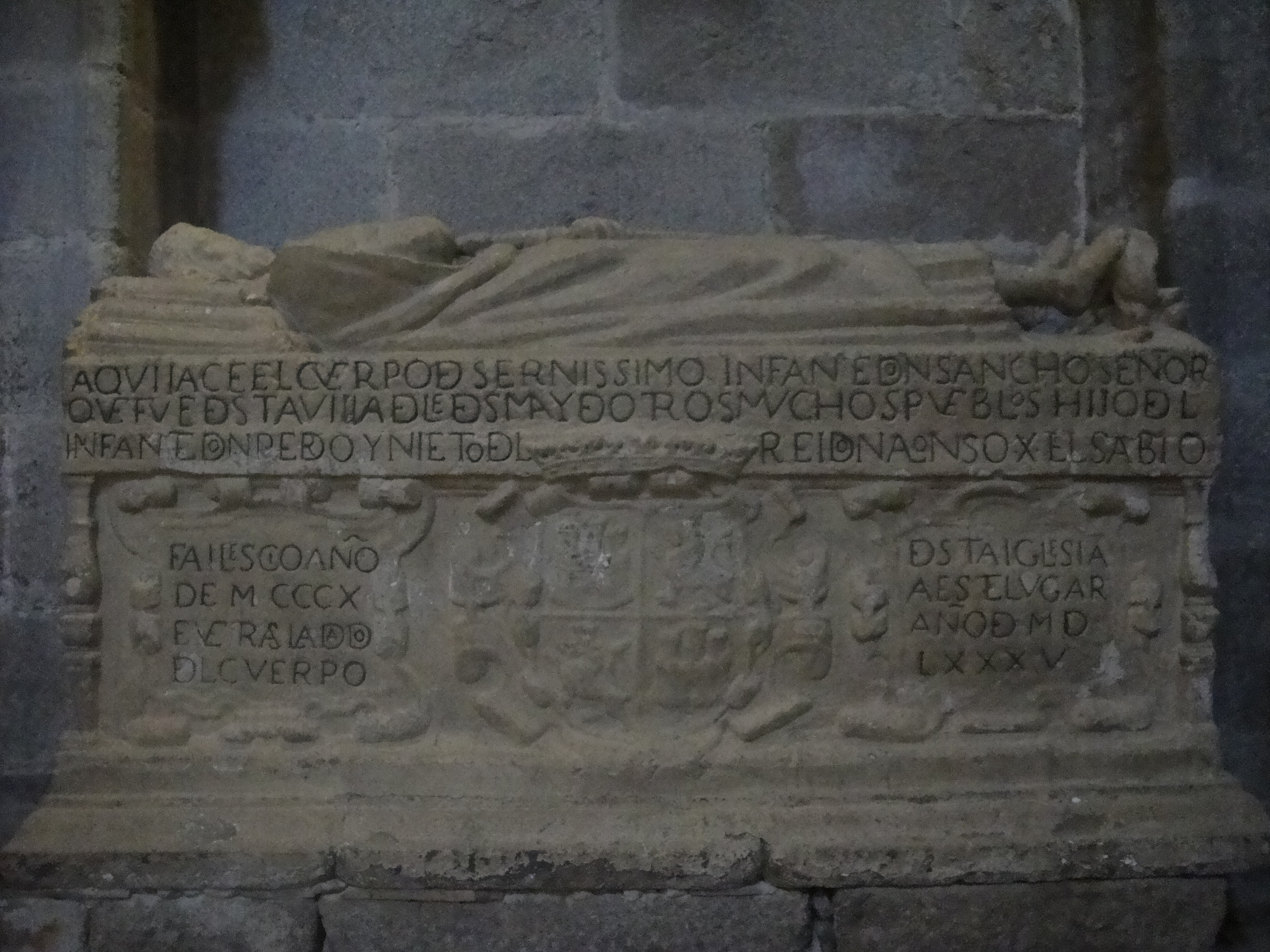
Sepulcro de Sancho de Castilla el de la Paz en la iglesia de Sta. María la Mayor de Ledesma.

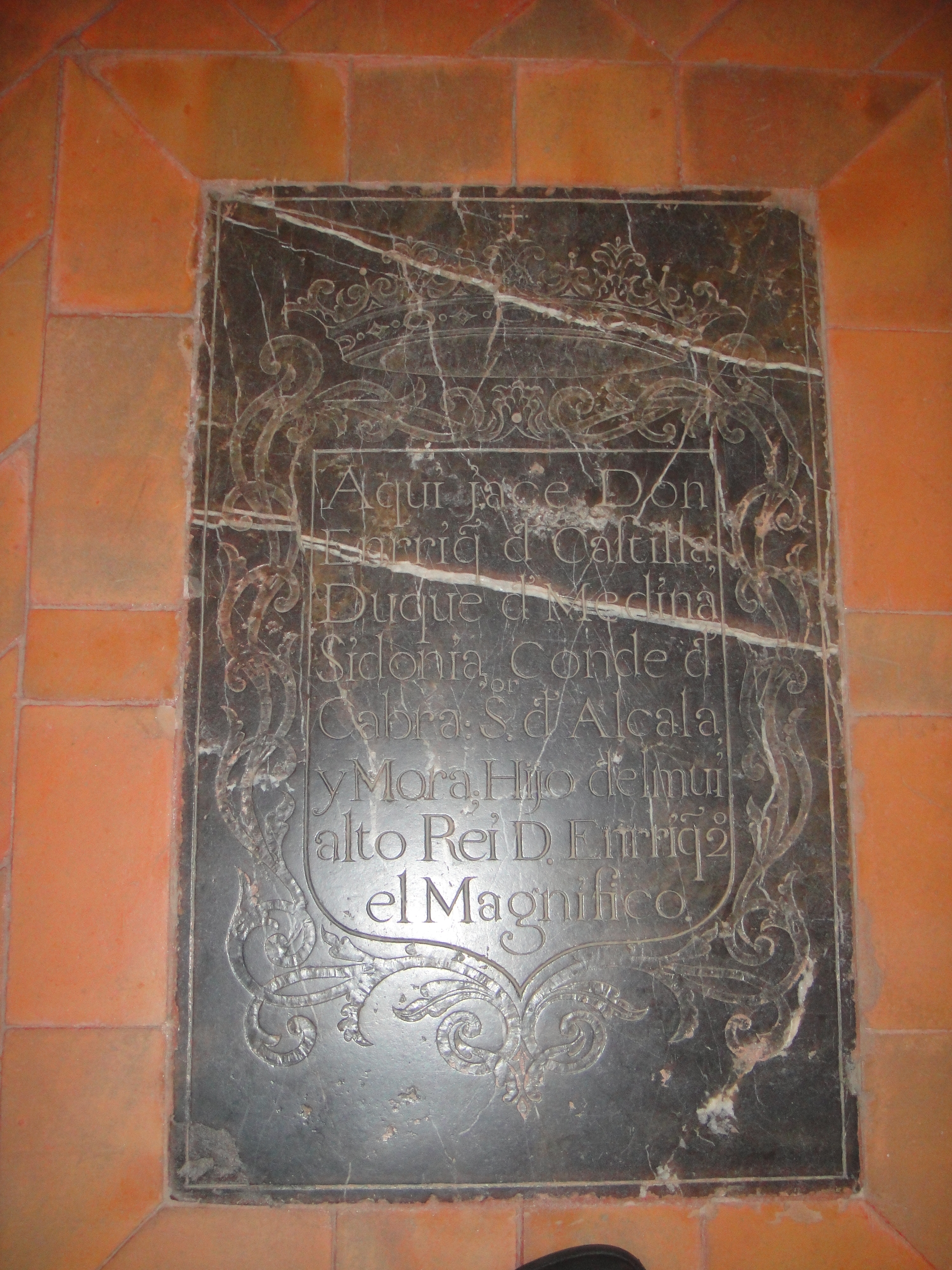
Sepultura de Enrique de Castilla, conde de Cabra, en la Mezquita-catedral de Córdoba.

En 1295 Margarita de Narbona, contando con el consentimiento de su cuñado, el rey Sancho IV, cedió la villa de Cabra a la Orden de Calatrava, recibiendo ella a cambio la de Santa Olalla. Y el historiador Manuel Nieto Cumplido destacó que con esa permuta la Orden de Calatrava, aunque no consiguió ninguna ganancia territorial, sí logró que su poder e influencia en el reino de Córdoba aumentaran considerablemente, ya que el término y el señorío de esa villa cordobesa abarcaba, según dicho historiador, unos 227 kilómetros cuadrados.
Y también conviene señalar que, el día 19 de abril de 1305, Sancho de Castilla el de la Paz y el maestre de la Orden de Calatrava, Garcí López de Padilla, nombraron como árbitros al maestre de la Orden de Alcántara, Gonzalo Pérez Gallego, y al mayordomo de Sancho de Castilla, llamado Juan Alfonso, para que ambos intentaran alcanzar un acuerdo sobre la posesión del castillo de Cabra, que era reclamado por Sancho de Castilla y por el maestre de Calatrava. Estos últimos se comprometieron a comparecer en un juicio que se celebraría en Perales el día de San Miguel para resolver el litigio bajo pena de que se les impusiera una sanción de 50 000 maravedís.
En la década de 1320, durante el reinado de Alfonso XI de Castilla, el noble cordobés Juan Ponce de Cabrera, bisnieto del rey Alfonso IX de León se apoderó de la villa y el castillo de Cabra, que pertenecían a la Orden de Calatrava, y se atrincheró allí, aunque fue asediado por las fuerzas del maestre de Calatrava, Juan Núñez de Prado, que reclamaba la villa y el castillo de Cabra en nombre de su Orden. Sin embargo, Juan Ponce de Cabrera y sus hombres derrotaron a las tropas enviadas por el maestre y permanecieron en él, aunque poco después el rey le ordenó que devolviese la villa y el castillo de Cabra a la Orden de Calatrava, y al negarse aquel, Alfonso XI le condenó a muerte y Juan Ponce de Cabrera fue ejecutado públicamente en la ciudad de Córdoba a principios de 1328 por causa también de los desmanes que había cometido durante la minoría de edad de Alfonso XI.
En 1333 fue cercada por el emir Muhammed IV de Granada, quien tras derribar su castillo y murallas, hizo prisionera a toda su población «varones e mugeres, grandes e chicos, e enviolos atados cabtivos a Granadas». El maestre Juan Núñez III de Lara no tardaría mucho en recuperar este lugar que, por los estragos sufridos de las huestes nazaritas, tendría que volver a ser repoblado.
En dos ocasiones Cabra cayó en poder de los granadinos, y recuperada por Alfonso XI, la dio en señorío a su amante Leonor de Guzmán entre 1342 y 1344. En esta última fecha «por ennobleyer la villa de Cabra que es de Doña Leonor, por que se puedo incior poblar..» otorga a este lugar una serie de franquezas y libertades, entre las que destaca, en primer término, la concesión del Fuero de Córdoba y exenciones de pechos, martiniega, infurciones, marzazga, etcétera. A principios de 1342, Alfonso XI se encargó de extender un privilegio rodado, ordenando al citado maestre que poblase el lugar de Cabra. Documento redactado en los mismos términos en que luego sería escrito el de 1344, donde figura por el contrario, como señora del lugar.

Las posesiones del Condado de Cabra en amarillo en un mapa del Reino de Córdoba (Castilla).

Es tradición que en el castillo de Cabra residió Leonor de Guzmán, madre del rey Enrique II de Castilla el de Trastámara, se dice que nació en Cabra y que en la iglesia de San Juan Bautista del cerro de Cabra fue bautizado y se conserva la pila bautismal en esta iglesia. Tanto es así que, tras pertenecer a diversos señores, Enrique II concede el título de conde de Cabra en 1380 a su hijo natural, Enrique de Castilla, de apenas dos años, también duque de Medina Sidonia. Por muerte de este, Cabra vuelve otra vez a la corona.
En 1439 el rey Juan II de Castilla nombró señor de Cabra a Diego Fernández de Córdoba y Montemayor. En 1455 el rey Enrique IV de Castilla lo nombra conde de Cabra, el primero de su casa. En esta época fueron frecuentes las guerras civiles entre los señores feudales de la Corona de Castilla. En un episodio de estas guerras civiles Diego Fernández de Córdoba y Montemayor capturó a su primo Gonzalo Fernández de Córdoba y Aguilar, El Gran Capitán, en Santaella manteniéndolo preso en su Castillo de Cabra hasta su liberación en 1476 por intercesión de los Reyes Católicos.
En 1483 las tropas conjuntas de los pueblos de la comarca lideradas por el segundo conde de Cabra, Diego Fernández de Córdoba y Carrillo de Albornoz, derrotan en la batalla de Martín González o de Lucena al último rey de Granada, Boabdil. Los Reyes Católicos conceden el privilegio, a todos aquellos que participaron en esta batalla, de añadir un cuartel más a sus escudos con el busto del rey Boabdil encadenado.

### Edad Moderna
La presencia de "egabrenses en las Indias" fue destacada y continuada durante siglos. Luis de Aguilar y Eslava dona sus bienes para la fundación del colegio de la Purísima Concepción a su fallecimiento en 1679. Este colegio de humanidades con el paso del tiempo se convirtió en un centro educativo de primera importancia para la ciudad, hoy llamado IES Aguilar y Eslava, y de tal fama que alumnos de toda Andalucía llegaban a Cabra para estudiar.
La Junta Local de Cabra en la guerra de la Independencia española contra Napoleón tuvo un destacado protagonismo.

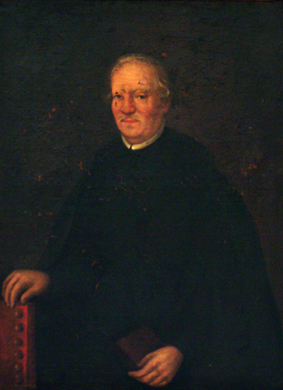
Retrato de Luis Aguilar y Eslava, quien fundaría en 1679 uno de los colegios más antiguos de Andalucía, donde estudiaron destacados alumnos como Juan Valera o Blas Infante.

En 1835 como resultado de las leyes de desamortización de Madoz y del mal llamado Mendizábal —en realidad sólo era Méndez— fueron expropiados y vendidos en subasta los inmuebles de las llamadas "manos muertas". La ley no logró su propósito, que era alentar el surgimiento de una clase media emprendedora y activa, porque los bienes subastados acabaron en las manos de las viejas familias ricas y nobles, favoreciendo el latifundismo. Como ha ocurrido en repetidas ocasiones: Las buenas intenciones conducen al hambre de la población. La roturación de estas tierras causó una catástrofe ecológica de magnitud incalculable que llevó a la pérdida del bosque mediterráneo en grandes áreas y consecuentemente a la extinción de especies como el oso pardo.
El 16 de marzo de 1849 la reina Isabel II mediante Real Decreto concedió a Cabra el título de "Muy Ilustre y Leal Ciudad de Cabra", pasando de villa a ciudad gracias a esta monarca, y cuyo lema todavía se puede observar en el escudo municipal. Desde el año 2014 se viene celebrando esta fecha como el Día de Cabra por las instituciones.
Entre 1881 y 1898 hubo trece alcaldes diferentes. A pesar de todo esto, desde el punto de vista económico Cabra se fue desarrollando, se construyó la plaza de Toros en 1856. Otro hecho relevante fue la construcción en 1891 de la estación de tren, perteneciente a la línea Linares-Puente Genil —más conocida como el «tren del Aceite»— lo que permitió a la ciudad la conexión con la red ferroviaria nacional.

### SigloXX
Con el estallido de la guerra civil española la localidad cae del lado de los sublevados, al igual que el resto de la provincia. Durante el resto de la guerra forma parte de la retaguardia del ejército sublevado a varios kilómetros del frente de Andalucía. A principios de 1937 Cabra sirvió de acuartelamiento para el cuerpo expedicionario italiano aliado de las tropas sublevadas, que permanecieron en la localidad hasta el mes de marzo, momento en el cual las unidades italianas fueron destinadas al cerco de Madrid. Desde mediados de 1937 se creó un campo de prisioneros para capturados y evadidos del ejército republicano en la plaza Vieja. A principios de noviembre de 1938 se instaló el Cuartel General de la 34 División del ejército sublevado. El 7 de noviembre de 1938, día de mercado, la ciudad fue bombardeada por la aviación republicana en lo que se conoce como el bombardeo de Cabra. Las cifras oficiales fueron de 109 muertos y más de doscientos heridos.
En el siglo XX se produjo un auge de la economía y un aumento de la población, que en 1950 alcanzó la más alta de su historia con 22 174 habitantes. Hacia los años sesenta del siglo XX el gran desarrollo industrial en los alrededores de Barcelona marca el comienzo de una fuerte emigración hacia esa zona de España.

## Demografía
Cabra cuenta con una población de 20 024 habitantes (INE 2024).
| Gráfica de evolución demográfica de Cabra entre 1842 y 2021                                                         |
| |
| Población de derecho según los censos de población del INE Población de hecho según los censos de población del INE |

### Evolución demográfica
La población egabrense en 2006 se situaba en 20 935 habitantes, una cifra muy similar a la del padrón de 2005 que situaba la población de la ciudad en 20 940 habitantes (se reducía en un 0,02 %). Del total de personas que habitaban en Cabra en 2006 según estos datos 10 482 eran hombres y 10 870 mujeres. Desde el año 2001 la población egabrense ha ido aumentando de manera lenta y progresiva, pasando de 20 645 habitantes en ese año a los más de 21 300 en 2009 y disminuyendo de nuevo desde entonces hasta los poco más de 20 400 actualmente. No son los niveles de población más elevados de la ciudad, que alcanzaba sus máximos en el censo nacional realizado en el año 1950, período en el que Cabra alcanzó los 22 260 habitantes, la cifra más elevada en el último siglo. Desde 1940 la población de la ciudad nunca ha bajado de 20 000 habitantes si nos fijamos en los datos de los censos y padrones realizados desde entonces, alcanzando su nivel más bajo en el censo de 1981, cuando se registraron 20 073 habitantes.
La edad media de la población de Cabra va incrementándose lenta en los últimos años, según reflejan los datos del Instituto de Estadística de Andalucía. De esta manera según dichos datos de los padrones municipales de 2006, Cabra junto a la localidad de Priego de Córdoba son los municipios mayores de 20 000 habitantes de la provincia de Córdoba que presentan una mayor edad media de la población, con 39,9 años de media en ambos casos. Un dato destacable es que la edad media de la población egabrense ha ido aumentando en los últimos años. En concreto en 2003 la edad media de los egabrenses se situaba en 39,2 años, en 2004 pasaba a 39,4 y en 2005 subía hasta una media de 39,6 años. Cabra en 1833 tenía 10 563 habitantes (fuente: Madoz ¿1846? - Del boletín de la asociación de demografía histórica, del X 2 1992).

## Comunicaciones
Cabra se ha encontrado en las últimas décadas al lado del eje vertebrador oeste-este de los municipios del sur de Córdoba, que era la carretera autonómica A-340 (hoy A-318 y A-339 entre otras). Además tiene salida directa hacia la N-432 (Badajoz-Granada) a través de la A-318.
Cabra tiene además salida hacia la N-331 y la A-45 (Córdoba-Málaga) de dos formas posibles:
- a través de la A-318 hasta Lucena
- a través de la A-342 hasta Monturque.

### Autovía del Olivar
Aunque estaba planificada la Autovía del Olivar (Estepa-Úbeda), que pasaría justo al oeste de la ciudad, actualmente se encuentra paralizada y no se planea a corto-medio plazo en la provincia de Córdoba. Dicha autovía usaría el trazado de la actual carretera A-318.
Respecto al tramo Lucena-Cabra de la Autovía del Olivar, existen opiniones que apuntan a que este tramo sólo se hizo pensando en el desarrollo urbanístico lucentino y que perjudica el desarrollo económico de Cabra. La característica principal de este tramo es su incomprensible forma de "L" dentro del término de Cabra. El trazado dentro del término de Cabra aprovecha íntegramente el trazado de la carretera autonómica A-318, a diferencia del tramo lucentino que permanece intacto el anterior trazado como vía de servicio para el desarrollo de su industria y comercio. Esto no ocurrirá con el tramo Estepa - Puente Genil donde sus ediles exigieron a la Consejería de Obras Públicas el respeto estricto de la A-318 como vía de servicio. Se evitará el paso por el parque natural de las Sierras Subbéticas, dirigiéndose hacia Baena para conectar con Martos, Jaén y Úbeda.

### Comunicaciones por autobús
La estación de autobuses se encuentra situada cerca del centro geográfico de la ciudad y su acceso, incluso andando, es cómodo. Desde ella operan las siguientes empresas:
- Autocares Carrera.
- ALSA.
- Linesur.

Gran parte de las líneas tienen parada en el Hospital Infanta Margarita.
También hay disponible un autobús urbano, conocido de manera coloquial como "El coche del moro".

## Economía
Su economía se basa en la huerta, el olivar y la vid. Una parte de su término municipal se encuentra dentro del parque natural de las Sierras Subbéticas.
Puerta natural de entrada al parque de la Subbética, posee una altitud de 448 metros sobre el nivel del mar, abarca dentro de sus 227,5 km² ocho caseríos, entre los que destaca Gaena, La Benita, o las Huertas Bajas, importante foco económico de la ciudad. La Subbética Cordobesa es una zona privilegiada en muchos sentidos. Es una zona natural de paso entre Andalucía Oriental y Occidental, que comunica Jaén, Granada, Málaga y Sevilla.
En cuanto a la economía el sector más importante es el agrario, la superficie cultivada es el 85 % del total, prácticamente monocultivos son el olivo y la vid, este hecho lleva a que la comarca produzca aceite de gran calidad, incluida en la Denominación de Origen Baena, ocupando al 45 % de la población. El sector servicios es importante en Cabra donde ocupa al 34,4 % de su población activa. El desempleo es muy importante y crónico, con una población activa del 31,5 %, salvo en la época de campaña agrícola. La población egabrense recurre históricamente a la emigración para ganarse la vida.

### Evolución de la deuda viva municipal
El concepto de deuda viva contempla sólo las deudas con cajas y bancos relativas a créditos financieros, valores de renta fija y préstamos o créditos transferidos a terceros, excluyéndose, por tanto, la deuda comercial.
| Gráfica de evolución de la deuda viva del Ayuntamiento de Cabra entre 2008 y 2023                |
|                                                                                                  |
| Deuda viva del Ayuntamiento de Cabra, en miles de euros, según datos del Ministerio de Hacienda. |

## Administración y política

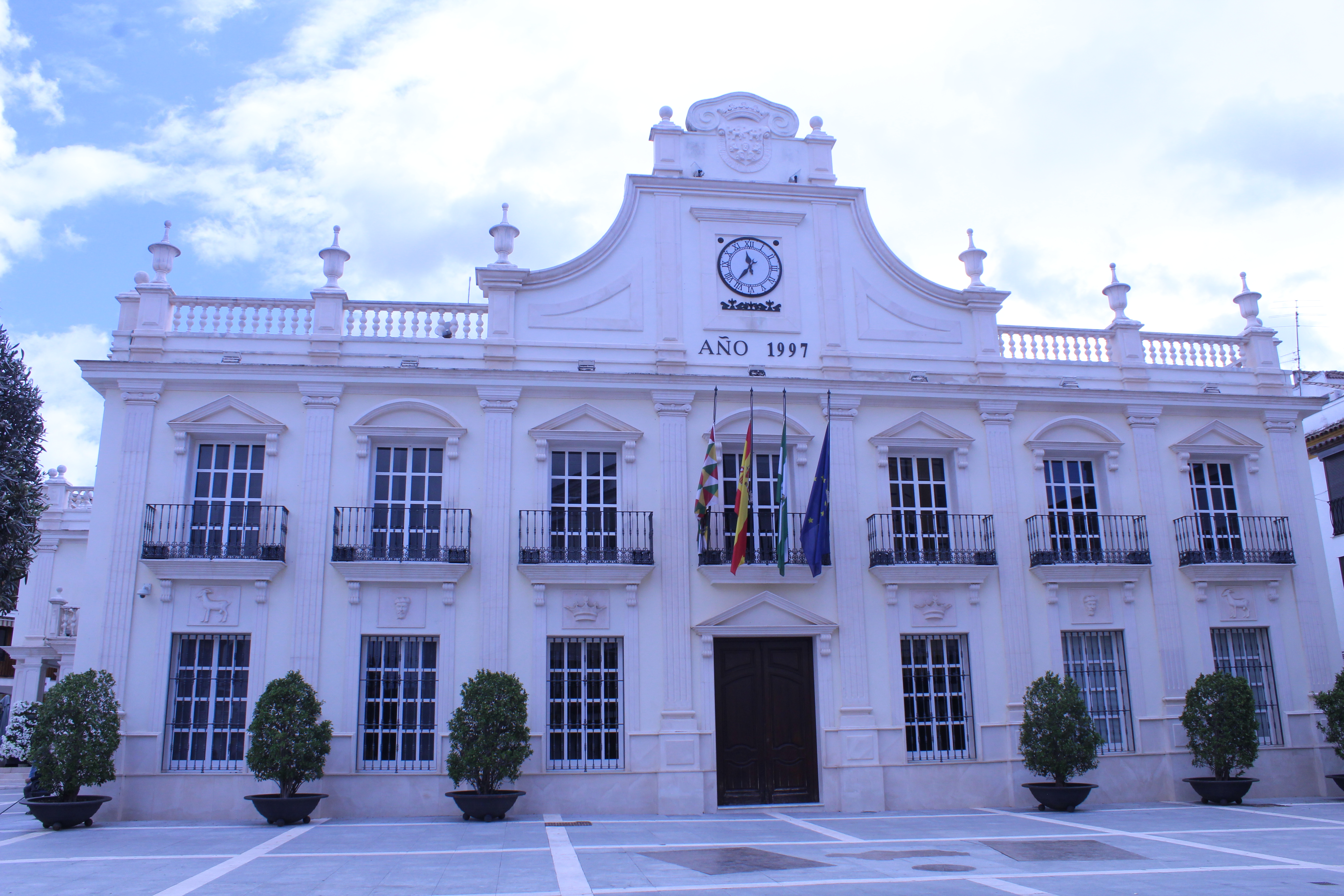
Ayuntamiento de Cabra en la plaza de España.

| Periodo         | Nombre del alcalde                                          | Partido Político |
| --------------- | ----------------------------------------------------------- | ---------------- |
| 1979-1983       | Juan Muñoz Muñoz                                            | PSOE             |
| 1983-1987       | Juan Muñoz Muñoz                                            | PSOE             |
| 1987-1991       | Juan Muñoz Muñoz                                            | PSOE             |
| 1991-1995       | José Calvo Poyato                                           | PA               |
| 1995-1999       | José Calvo Poyato                                           | PA               |
| 1999-2003       | José Calvo Poyato (1999-2000) Manuel Buil Baena (2000-2003) | PA               |
| 2003-2007       | Ramón Narváez Ceballos                                      | PA               |
| 2007-2011       | Mª Dolores Villatoro Carnerero                              | PSOE             |
| 2011-2015       | Fernando Priego Chacón                                      | PP               |
| 2015-2019       | Fernando Priego Chacón                                      | PP               |
| 2019-2023       | Fernando Priego Chacón                                      | PP               |
| 2023-actualidad | Fernando Priego Chacón                                      | PP               |

|  | 61,02 % |

|  | 16,13 % |

|  | 14,34 % |

|  | 6,79 % |

## Servicios

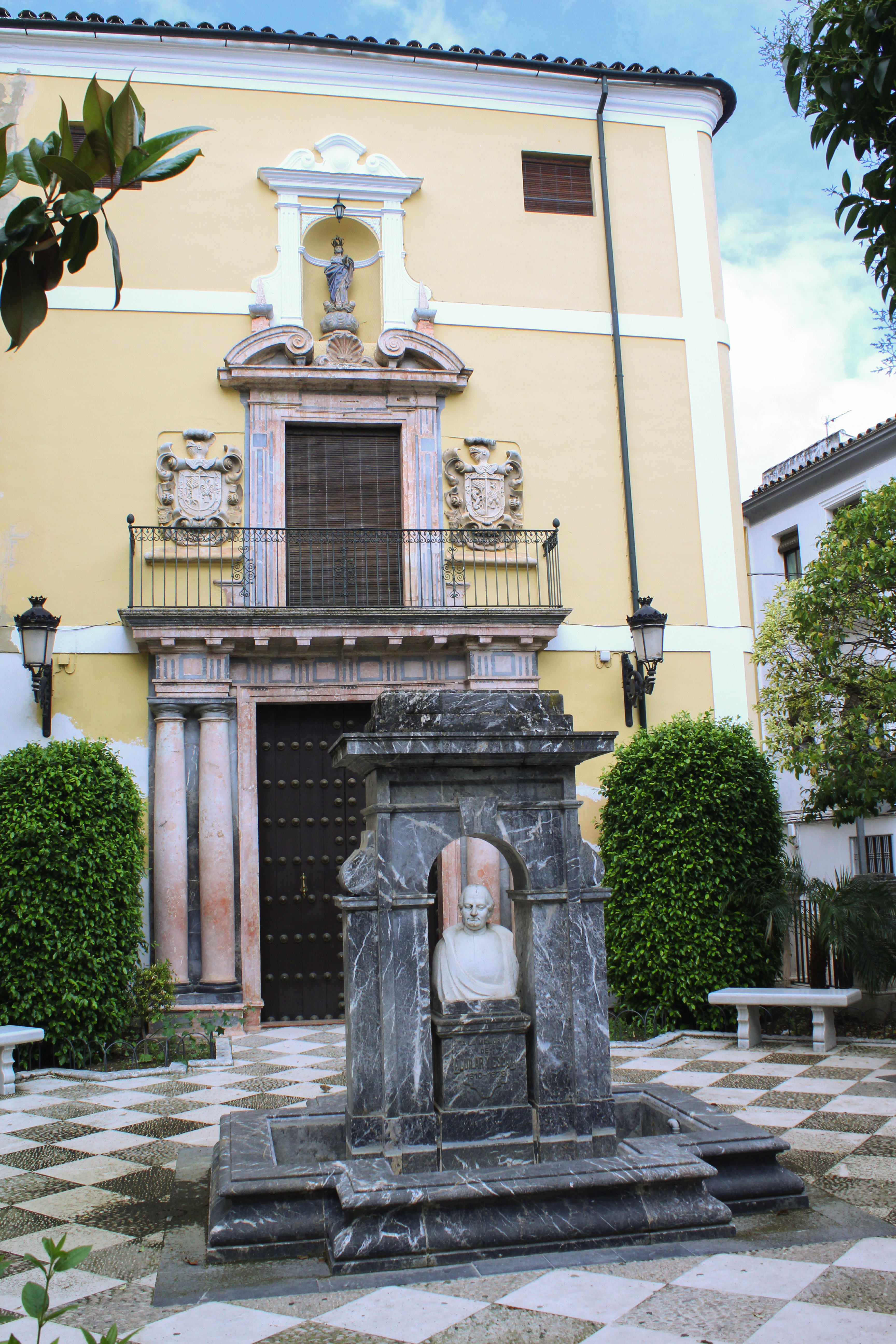
El Instituto Aguilar y Eslava es uno de los más antiguos de Andalucía. Fue inaugurado en 1692.

### Educación
Cabra cuenta con los siguientes centros educativos:
- Centros de educación infantil y primaria:
  - El poeta Juan Valera nació en 1824 en el edificio que actualmente ocupa el Conservatorio Elemental de Música Isaac Albéniz.CEIP Carmen de Burgos.[50]
  - CEIP Andrés de Cervantes
  - CEIP Juan Valera
  - CEIP Nuestra Señora de la Sierra

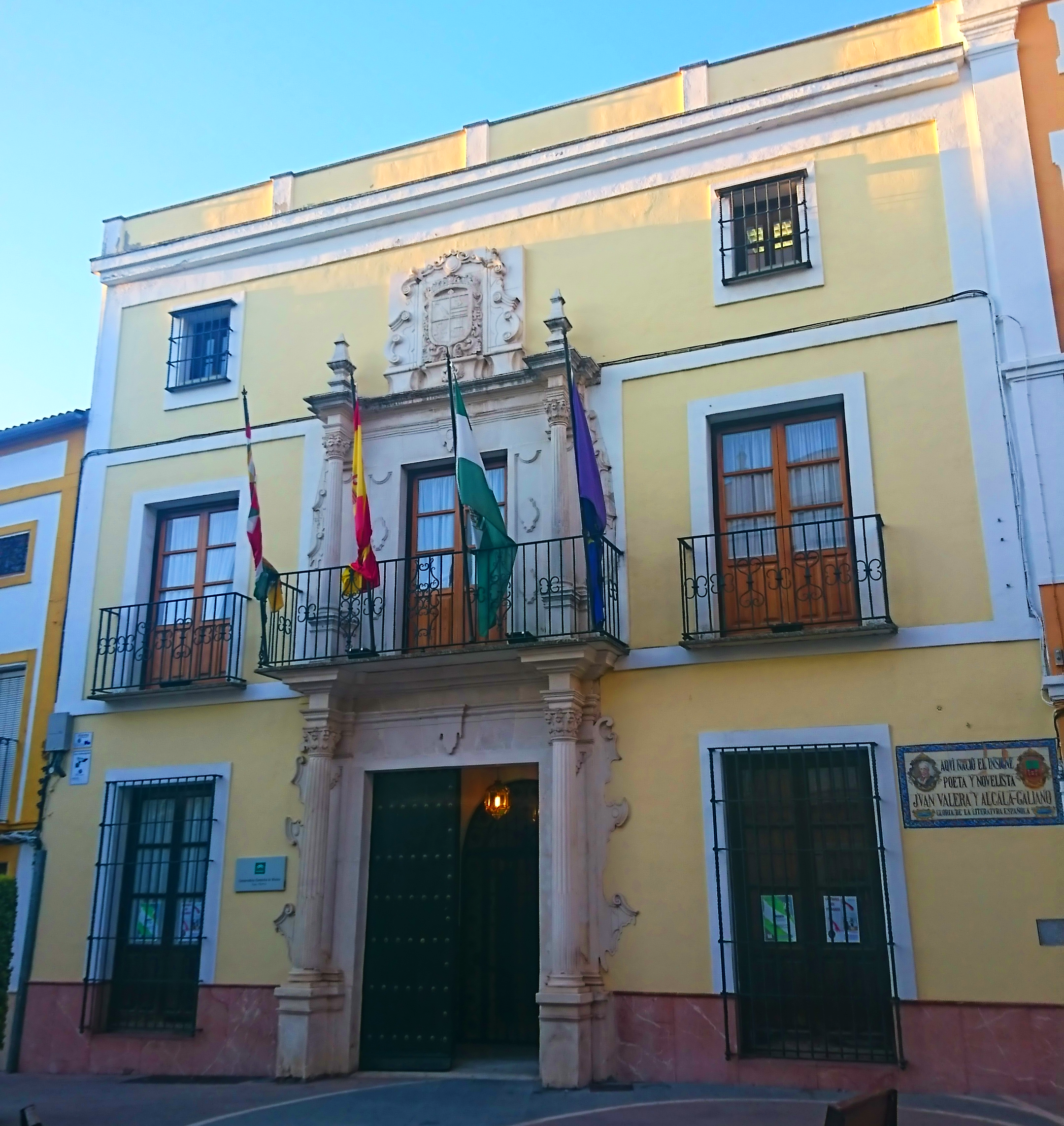
El poeta Juan Valera nació en 1824 en el edificio que actualmente ocupa el Conservatorio Elemental de Música Isaac Albéniz.

  - San José MM. Escolapias: es concertado y cuenta con Educación Secundaria Obligatoria.
- Centros de Educación Secundaria:
  - IES Felipe Solís Villechenous
  - IES Aguilar y Eslava.
  - IES Dionisio Alcalá Galiano: Carece de Bachillerato.
- Conservatorio Elemental de Música Isaac Albéniz.[51]

### Sanidad
Cabra cuenta con diversos equipamientos del Servicio Andaluz de Salud (SAS), los cuales son los siguientes:
- Hospital Infanta Margarita: es un hospital comarcal que da servicio principalmente a la comarca de la Subbética cordobesa.[52][53]
- Centro de salud de Cabra Matrona Antonia Mesa Fernández[54]
- Tres centros de salud mental, de los cuales los dos primeros mencionados se encuentran en el Hospital Infanta Margarita:[55]
  - Hospital de Día de Salud Mental Infanta Margarita;
  - Unidad de Hospitalización de Salud Mental Infanta Margarita;
  - Unidad de Salud Mental Comunitaria de Cabra.
- Centro de diálisis de Cabra, de carácter concertado.[56]

## Yacimientos arqueológicos

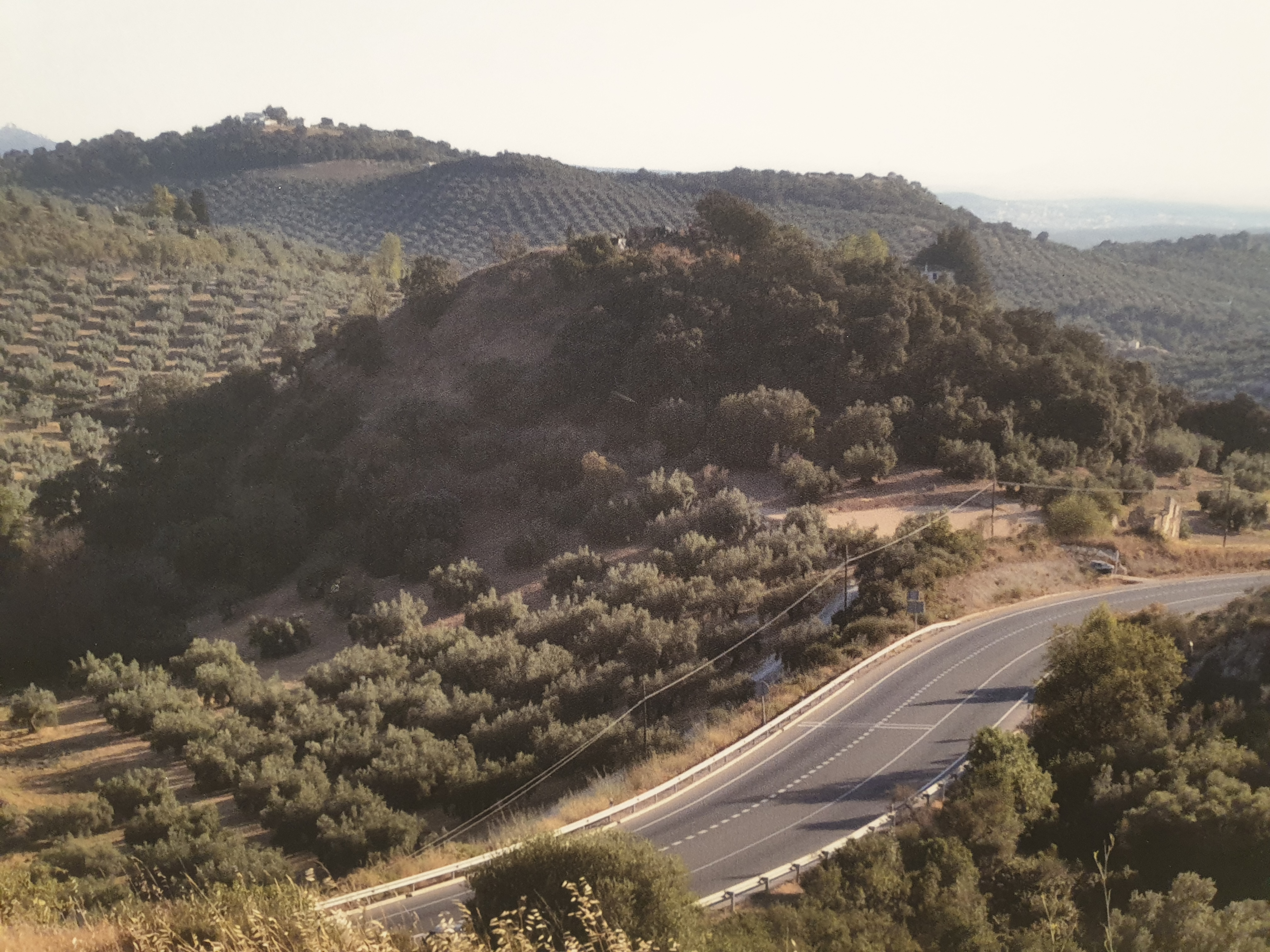
El Cerro de la Merced es un antiguo palacio íbero que se encuentra visible desde la carretera y abierto al público previa reserva.

- Necrópolis de la Beleña, yacimiento prehistórico datado del 3500 a. C., uno de los hipogeos más antiguos de la península ibérica.[57]
- Cerro de la Merced, antiguo palacio íbero aristócrata del siglo II a. C. que se hallaba en una antigua vía de enlace entre Cabra y Carcabuey.[58]
- Villa del Mitra, villa romana del siglo I en el que se han encontrados destacadas piezas como el Mitra de Cabra o el Niño con liebre.[59]

## Arquitectura civil y museos

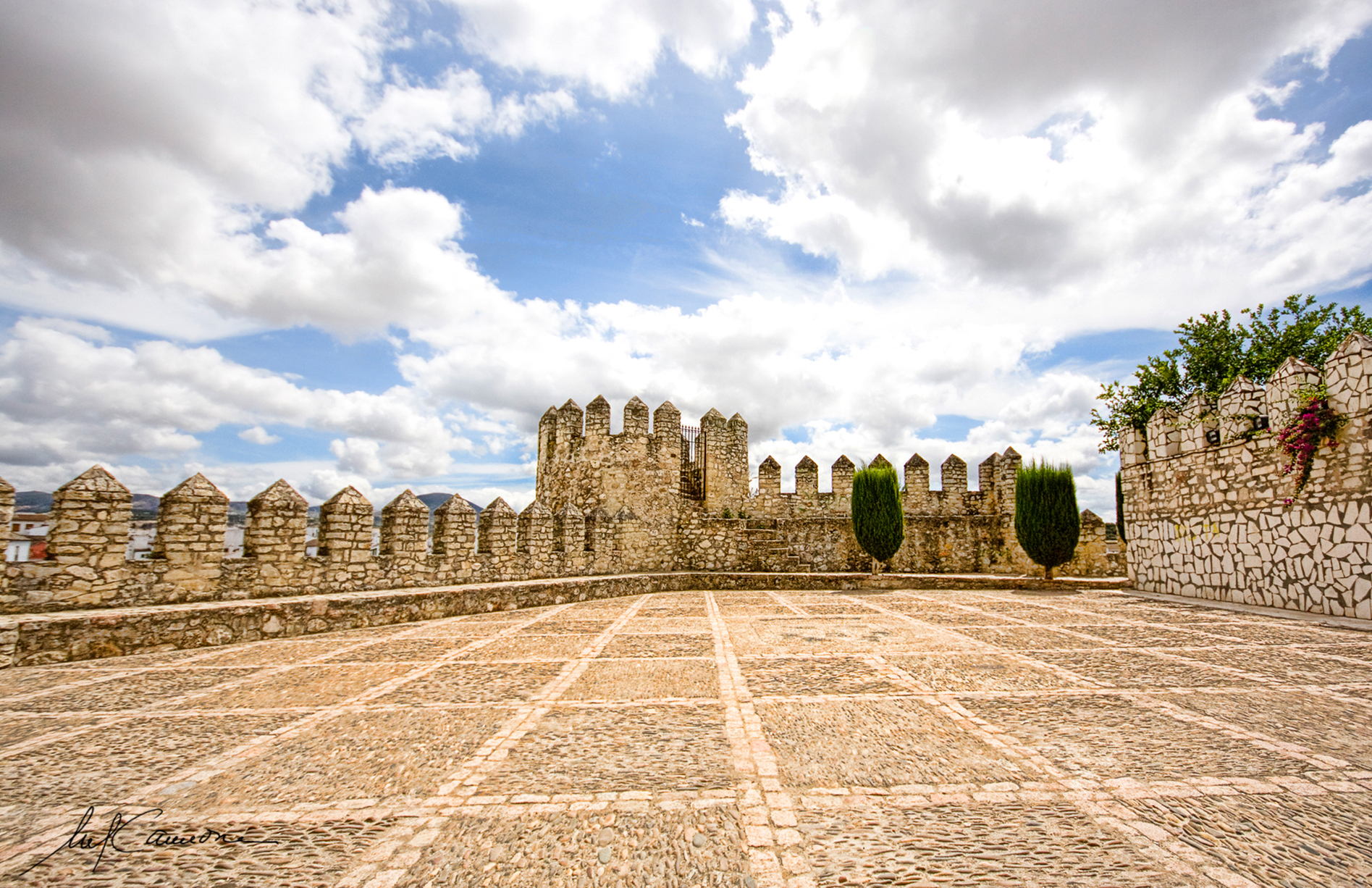
Las murallas de Cabra que defendían el castillo de la ciudad y la antigua villa.

### Castillo de Cabra
El castillo de Cabra, también conocido como de los condes de Cabra por residir dicha familia noble, es una fortaleza primero construida por los árabes y más adelante conquistada y ampliada por los cristianos. Destaca su gran muralla para defenderlo y su torre del homenaje. Se encuentra en el barrio histórico de La Villa. 

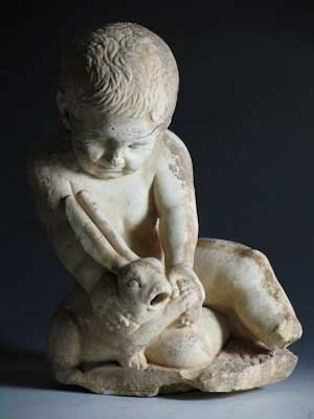
Niño con liebre. Museo Arqueológico de Cabra.
.

### Museo arqueológico municipal
El Museo Arqueológico de Cabra es el museo municipal más antiguo de la provincia con su creación en 1973. Niño con liebre es una de las piezas más importantes del museo, que estuvo en posesión durante muchos años de la familia de José Solís Ruiz. Fue encontrada junto con el resto de piezas romanas en la Villa del Mitra, entre ellas el famoso Mitra de Cabra. Se reinauguró en 2015 tras un proceso de remodelación.

### Museo Aguilar y Eslava
El Museo Aguilar y Eslava es el más importante de la ciudad junto al Arqueológico, está situado dentro del hoy día IES Aguilar y Eslava fundado originalmente en 1692 y una de las instituciones educativas más antiguas y prestigiosas de Andalucía, y en su interior alberga una amplia colección de arte e historia natural ( fósiles, especies animales y vegetales disecadas, minerales, etc)

### Teatro El jardinito
El teatro El jardinito es un espacio escénico y centro cultural, situado en la avenida Fernando Pallarés. Alberga diversas actividades y servicios culturales, pero sirve principalmente como escenario para espectáculos de teatro, música, danza, y otros eventos relacionados con la localidad.

### Mausoleo de la vizcondesa de Térmens

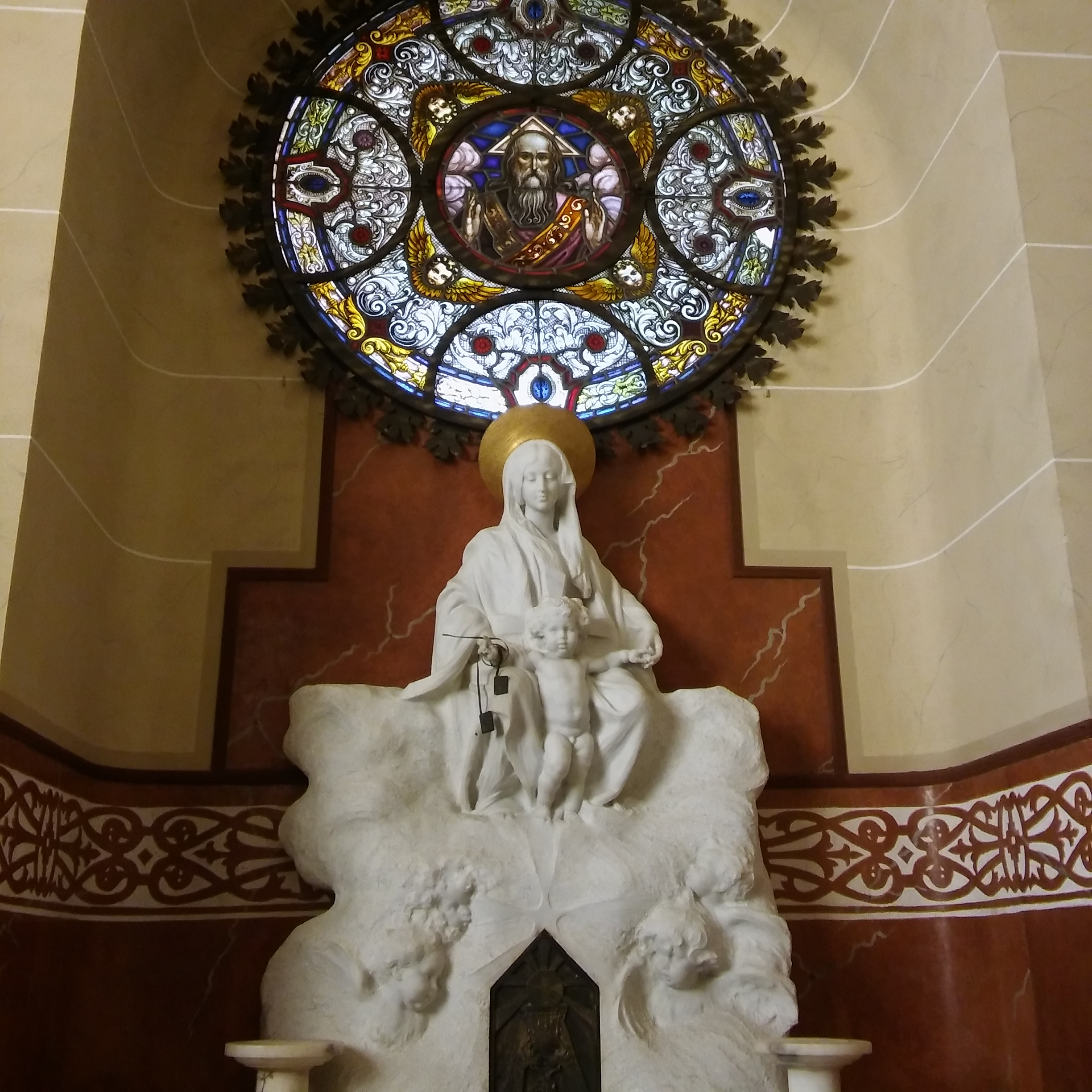
Mausoleo de la vizcondesa de Térmens.

El mausoleo de la vizcondesa de Térmens es un monumento funerario ubicado en la Fundación Escolar Térmens, goza de gran calidad artística al estar diseñado por el conocido escultor Mariano Benlliure en estilo neoclásico. En 2024 ha sido declarado BIC

### Otros recintos civiles
- Cementerio municipal San José
- Casa de la Cultura, que alberga la biblioteca municipal Juan Soca y el museo arqueológico municipal
- Casa de la juventud
- Plaza de abastos
- Casas solariegas ( hay muchas por toda la localidad).
- Casa/ Palacio de Juan Valera ( Conservatorio).
- Centro filarmónico ( fachada e interior)
- Molino del Duque
- Círculo Egabrense ( Casino y Liceo , S. XIX. Patio columnado).
- Plaza de Toros, la más antigua de la provincia

## Arquitectura religiosa

### Iglesia parroquial de la Asunción y Ángeles

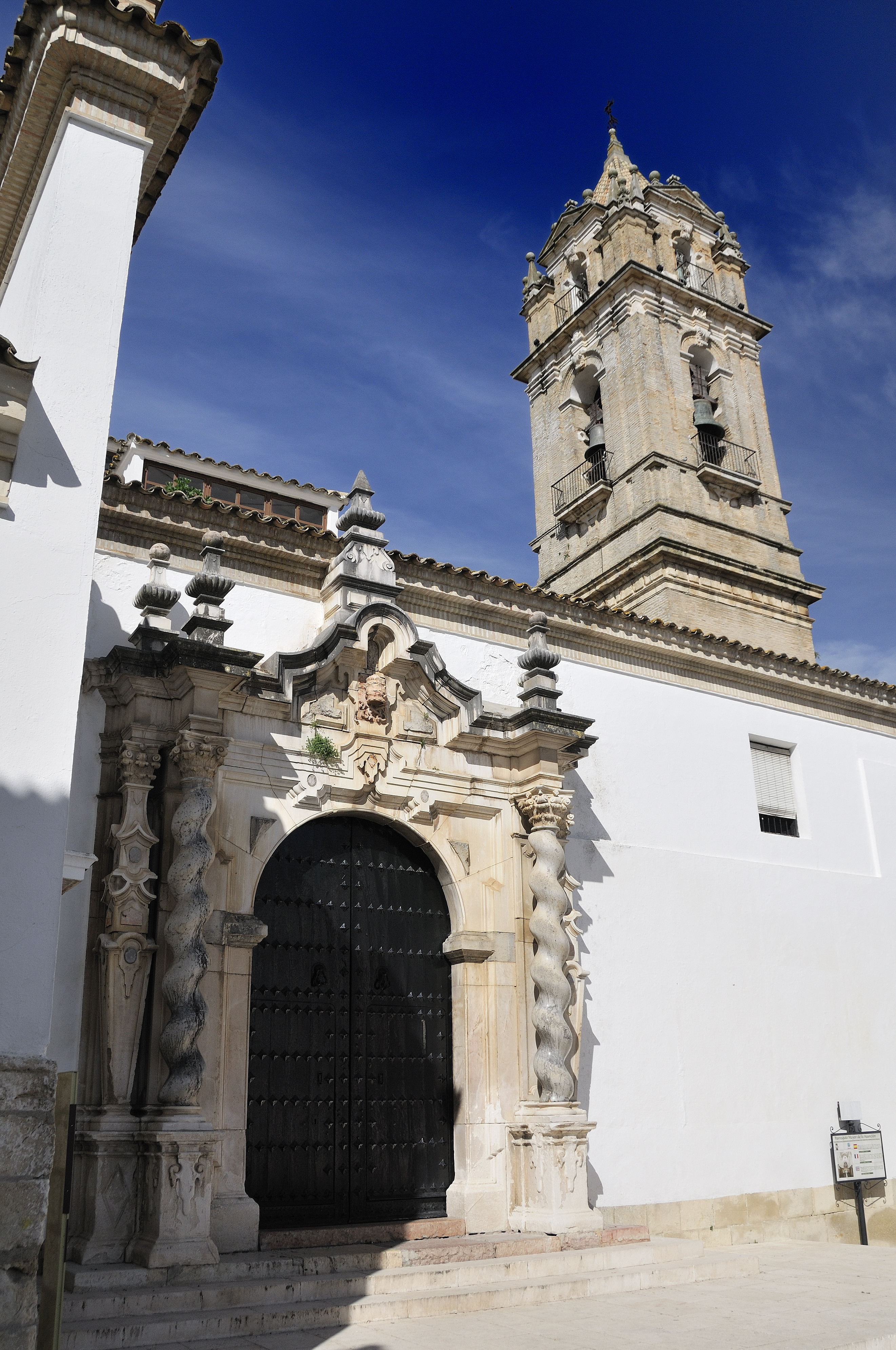
Iglesia de la Asunción y Ángeles, construida sobre la antigua mezquita aljama

La iglesia de la Asunción y Ángeles es un edificio religioso construido en el siglo XIII y reconstruida en los siglos XVI y XVII, tiene cinco naves de arcos peraltados en 44 columnas de mármol rojo. La torre fue levantada en 1724 y la portada se hizo en 1743, en la que sobresalen sus columnas salomónicas. En el interior, los elementos más interesantes son los retablos de mármol, la sillería del coro y la tapa de la pila bautismal, obra de Mariano Benlliure.
En agosto de 2019 se produce una gran polémica al descubrirse que se han realizado obras de gran envergadura en esta iglesia, Bien de Interés Cultural (BIC) desde 1982, y en la de San Juan del Cerro, sin la autorización obligatoria y preceptiva de la Consejería de Cultura y Patrimonio Histórico ni la del Ayuntamiento de la localidad, con un daño posiblemente irreversible al Ara de Bacauda, además de otros bienes de valor incalculable.

### Iglesia de San Juan Bautista
Esta iglesia se remonta a los primeros siglos del cristianismo cordobés, como lo constata un ara visigótica consagrada a Santa María por el obispo Bacauda en el siglo VII. El templo es de planta rectangular, dividido en tres naves separadas por columnas. El camarín del altar mayor es obra barroca de interés y fue labrado en 1742 por Gerónimo de Priego. En la actualidad la iglesia se encuentra cerrada al culto público si bien las cofradías que tienen en ella su sede canónica celebran diversos actos cultuales a lo largo del año. Se encuentra en el barrio de El Cerro, uno de los barrios más antiguos de la población, las casas encaladas y los patios de flores hacen de él de los más bellos.
- Iglesia de Santo Domingo de Guzmán, el primer convento de la ciudad de 1550
- Ermita del Calvario
- Iglesia de la Soledad, parroquia de los Remedios, ermita de Santa Ana
- Iglesia de San Juan de Dios
- Iglesia del monasterio de Ntra. Sra. de las Angustias, Agustinas Recoletas
- Iglesia de la Fundación Termens, Hijas de la Caridad.
- Iglesia de Capuchinos, Escolapias.
- Santuario de la Virgen de la Sierra (patrona de Cabra. Se encuentra en la montaña)

## Festividades

### Semana Santa
La Semana Santa es la mayor fiesta de la ciudad y la que más personas participan, con 27 Hermandades y Cofradías de Penitencia, algunas muy antiguas, como la Vera Cruz (1522), la Soledad (1573) o el Nazareno (1586), fue declarada de Interés Turístico Nacional en 1989 lo que la convierte en una de las más grandes y conocidas de la provincia de Córdoba.
Alberga tallas de gran valor artístico como por ejemplo: la imagen de Nuestra Señora de la Soledad y Quinta Angustia, probablemente del escultor-imaginero Pedro de Mena y Medrano, siendo esta la Dolorosa de mayor devoción de la Subbética Cordobesa o el grupo escultórico de las Angustias de Ntra. Sra., posible obra de José de Mora, siendo el Cristo yacente una de las obras cumbres del barroco andaluz. El grupo escultórico de la Columna, atribuido a descendientes del murciano taller de Salzillo, o Jesús Preso, que también es una de las más antiguas de las cofradías de Cabra, tiene la particularidad de poseer el toisón de oro donado por el marqués de Cabra a quien se lo concedió el rey Alfonso XII. Así mismo, son peculiares otras tallas de cercana factura, como el grupo escultórico de Nuestro Padre Jesús de las Penas y de la Oración en el Huerto, de Juan Manuel Miñarro López, o el grupo del Sagrado Descendimiento, del cordobés Antonio Bernal.

### Fiestas del barrio del Cerro
Se celebran cada año las fiestas de mayo en distintos barrios de la localidad. Una de las más destacadas es la fiesta del barrio del Cerro. Conocida popularmente como Cruz de Mayo, se celebra en torno al día 3 de este mes, fiesta litúrgica de la Invención de la Santa Cruz. Los vecinos adornan las calles, la cruz que hay junto a la iglesia del Cerro y engalanan sus balcones con flores, para el paso de la Virgen de los Remedios, que es sacada en procesión por la Archicofradía de la Santa Vera Cruz en la mañana del primer domingo del mes, hasta llegar al convento de las RR.MM. Agustinas Recoletas.
Las fiestas son organizadas por la Asociación de Vecinos "Santa Mª la Mayor" y desde el año 2005 cuenta con la colaboración de la Hermandad del Descendimiento.
Se organizan concursos de cruces, en el que los niños salen a la calle con sus Santa Cruces y participan en un sorteo de varios premios. Esta fiesta atrae todos los años a numerosos turistas.

### Fiestas de Septiembre y Virgen de la Sierra

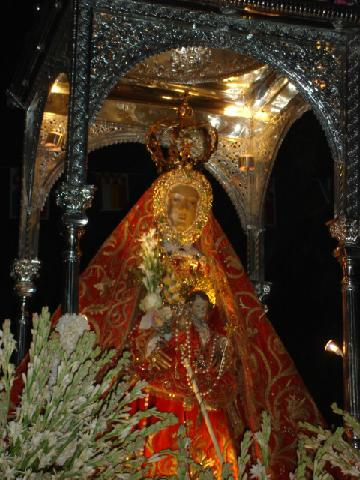
Mª Stmª de la Sierra

La Virgen de la Sierra es patrona de la ciudad de Cabra desde el año 1908 y alcaldesa perpetua desde el 8 de septiembre de 1958. Fue coronada canónicamente con carácter pontificio, por privilegio otorgado por el papa Juan Pablo II, el día 4 de junio de 2005. La ceremonia de coronación contó entre sus padrinos con numerosas autoridades civiles y eclesiásticas así como con la Infanta Margarita.
Las fiestas en su honor se celebran del 3 al 8 de septiembre. Cabe señalar los actos más importantes que se celebran a lo largo de estos días: la presentación de las damas y reina de las fiestas, el pregón (ambos se celebran en la noche del día 3 en el maravilloso ambiente que depara el salón del parque Alcántara Romero), la tradicional Bajá de la Virgen de la Sierra desde Su Santuario con asistencia de miles y miles de devotos de Cabra y otros lugares de España (día 4), la "Batalla de Flores" entre carrozas adornadas con motivos de las fiestas (noche del día 5),actos socio benéficos (días 6 y 7), Solemne Procesión de la Sagrada Imagen de la Virgen de la Sierra por las calles de la ciudad (con motivo de Su Onomástica) y finalización de la misma con una gran colección de Fuegos Artificiales en la noche del día 8 de septiembre (noche en la concluyen las fiestas), y además todos los días de feria (del 3 al 8) hay casetas y atracciones infantiles en el real de la Tejera.
Una vez terminadas las fiestas en su honor la Virgen de la Sierra permanece todo un mes en la parroquia de la Asunción y Ángeles, la cual es visitada por miles de devotos en este mes, una vez llegado octubre, el primer domingo de dicho mes la Virgen vuelve de nuevo al Santuario. A lo largo del año, en el Santuario de la Patrona se celebran diferentes romerías en su honor.

## Gastronomía

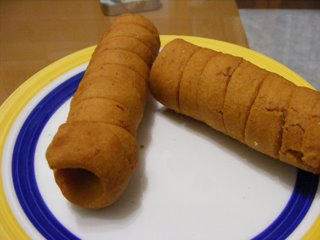
Gajorro, dulce típico egabrense.

Un dulce muy típico de la ciudad es el gajorro, que suele comerse durante la Cuaresma y la Semana Santa, al igual que los pestiños.
También son muy relevantes las bizcotelas realizadas por las monjas agustinas y el aceite de oliva virgen extra producido en la misma localidad.

## Ciudades hermanadas
Las ciudades hermanadas con Cabra son las siguientes:
- Isla Galiano (Canadá).
- Linares (España).
- Santa Coloma de Gramanet (España).
- Ciudad Darío (Nicaragua).
- Urubamba (Perú).